# Седемте поклоннически църкви в Рим
Седемте поклоннически църкви в Рим са църкви в Рим, включени в историческия поклоннически маршрут, създаден от свети Филип Нери около 1553 г., който по силата на традицията се следва и до наши дни.

## Списък
В Рим има над 400 църкви. Само седем от тях са обект на особена почит – това са т. нар. „поклоннически църкви“. По средновековна традиция паклонниците преминавали Пътя на седемте църкви като висша форма на покаяние и очистване от греховете. Тези 7 църкви са:
- Сан Джовани ин Латерано
- Свети Петър
- Санта Мария Маджоре
- Сан Паоло фуори ле Мура
- Сан Лоренцо фуори ле Мура
- Сан Себастиано фуори ле Мура
- Санта Кроче ин Джерусалеме.

## Галерия
- Свети Петър
- Сан Джовани ин Латерано
- Санта Мария Маджоре
- Сан Паоло фуори ле Мура
- Санта Кроче ин Джерусалеме
- Сан Лоренцо фуори ле Мура
- Сан Себастиано фуори ле Мура